# Where Have All the Flowers Gone?
Where have all the flowers gone? is een folknummer, een protest tegen oorlogen. De melodie en de eerste drie coupletten zijn in 1955 geschreven door de Amerikaanse zanger Pete Seeger. In 1960 schreef Joe Hickerson er nog een aantal coupletten bij.

## Achtergrond
Seeger raakte geïnspireerd om Where have all the flowers gone? te schrijven toen hij in oktober 1955 in een vliegtuig zat op weg naar een concert op het Oberlin College. In zijn notitieboekje las hij de passage "Where are the flowers, the girls have plucked them. Where are the girls, they've all taken husbands. Where are the men, they're all in the army." Deze tekst was afkomstig uit een traditioneel slaapliedje van de Kozakken, Koloda-doeda, waarnaar werd verwezen in de roman De Stille Don van Michail Sjolochov uit 1934, die Seeger een aantal jaren eerder had gelezen. In een interview in 2013 legde Seeger uit dat de melodie afkomstig is van een Iers volksliedje met de tekst "Johnson says he'll load more hay", en dat hij deze melodie vertraagde zodat deze bij de tekst paste.
De versie van Where have all the flowers gone? door Seeger werd in 1962 gepubliceerd in het magazine Sing Out! In juli 1960 bracht hij al een versie met drie coupletten uit op het album The Rainbow Quest. In november 1962 bracht hij een nieuwe opname uit op het album The Bitter and the Sweet; deze versie werd in 1965 ook uitgebracht als single. In mei 1960 voegde Joe Hickerson twee coupletten toe aan het nummer. Een opname van Seeger uit 1964 werd in 2002 opgenomen in de Grammy Hall of Fame.

## Covers
Where have all the flowers gonee? is in veel talen opgenomen door vele artiesten. De Engelstalige versie werd een hit in de versie van The Kingston Trio in 1961, die hiermee tot plaats 21 kwam in de Billboard Hot 100. Johnny Rivers kwam in 1965 tot plaats 26 in deze lijst, en behaalde de negende plaats in Canada. Daarnaast nam Marlene Dietrich het op in het Engels, Frans en Duits; de Franse versie heette Qui peut dire où vont les fleurs? en de Duitse versie is bekend onder de titel Sag' mir, wo die Blumen sind. Haar versie kwam tot de twintigste plaats in de Duitse hitlijsten.
Hieronder volgt een overzicht van de verschillende versies van Where have all the flowers gone? die zijn opgenomen, met uitzondering van de hierboven genoemde hitgenoteerde opnames.
- Baskisch (Loreak non dira?) - Harkaitz Cano, Lou Topet
- Bengaals (Kothaye gelo tara) - Anjan Dutt, Kabir Suman
- Catalaans (Què se n'ha fet d'aquelles flors?) - La Marta, Roslyn Smith
- Chinees (花兒怎麼不見了?) - Poon Sow Keng
- Duits (Sag' mir, wo die Blumen sind) - Joan Baez, City, Einstürzende Neubauten, Hildegard Knef, Lolita, Nana Mouskouri, The Springfields, Hannes Wader, Juliane Werding, Marlene Dietrich
- Engels (Where have all the flowers gone?) - Eddy Arnold, Harry Belafonte, Chris de Burgh, The Chambers Brothers, Bobby Darin, Earth, Wind & Fire, Lester Flatt met Earl Scruggs, The Four Seasons, The Fureys, Richie Havens, Vera Lynn, Olivia Newton-John, Nicolette, Roy Orbison, Dolly Parton, The Peddlers, Peter, Paul and Mary, Bernie Sanders, The Searchers, Jimmy Somerville, Yellow Magic Orchestra
- Esperanto (Ĉiuj floroj estas for) - Duo Espera
- Estisch (Kuhu küll kõik lilled jäid) - Heli Lääts
- Fins (Minne kukat kadonneet) - Kukonpojat
- Frans (Qui peut dire où vont les fleurs?) - Dalida, Eva, Francis Lemarque
- Hebreeuws (איפה הפרחים כולם) - Yarkon Bridge Trio
- Hongaars (Hova tűnt a sok virág?) - Éva Csepregi, Péter Gerendás, Erzsi Kovács, Mária Mezei
- Iers (Cá bhfuil siad uainn, scoth na mbláth?) - Feargal Ó Béarra
- IJslands (Hvert er farið blómið blátt?) - Elly Vilhjálms & Ragnar Bjarnason
- Italiaans (Dove andranno i nostri fiori?) - Patty Pravo
- Japans (はな わ どこ え いった？) - Kiyoshiro Imawano
- Kroatisch (Iznad polja makova) - Zlatni Dukati
- Kroatisch (Kamo je cvijeće otišlo?) - Monia Verardi
- Nederlands (Waar zijn al die bloemen toch?) - Conny Vandenbos
- Nederlands (Zeg me waar de bloemen zijn) - Jaap Fischer
- Oekraïens (Де всі квіти, розкажи) - Maria Boermaka
- Oekraïens (Квіти де?) - Jana Zavarzina
- Pools (Gdzie są kwiaty z tamtych lat?) - Sława Przybylska
- Portugees (Para onde foram todas as flores) - Jarmila Ferreira Martins
- Roemeens (Unde au dispărut toate florile) - Alexandru Constantinescu
- Russisch (Где цветы?) - Oleg Nesterov met Masja Makarova
- Russisch (Ты скажи мне, где цветы) - Zjanna Bitsjevskaja
- Sloveens (Kam so šle vse rožice) - Tomaž Domicelj
- Spaans (¿Dónde están las flores?) - Rolando Alarcón
- Tsjechisch (Řekni, kde ty kytky jsou) - Judita Čeřovská, Marta Kubišová, Marie Rottrová
- Turks (Söyle Çiçekler nerde?) - Oğuz Tarihmen
- Wit-Russisch (Дзе кветкі ўсе?) - Bar Akaryna
- Zweeds (Inga blommor finns det mer) - Lars Lönndahl
- instrumentaal - The Folkswingers, Rufus Harley, Sharon Isbin, Grady Martin, Wes Montgomery

## NPO Radio 2 Top 2000
| Nummer met noteringen in de NPO Radio 2 Top 2000 | '99  | '00-'01 | '02  | '03  | '04  | '05 | '06  | '07  | '08  | '09  | '10  | '11  | '12  |
| ------------------------------------------------ | ---- | ------- | ---- | ---- | ---- | --- | ---- | ---- | ---- | ---- | ---- | ---- | ---- |
| Sag mir wo die Blumen sind (Marlene Dietrich)    | 1048 | -       | 1992 | 1223 | 1351 | 338 | 1116 | 1615 | 1031 | 1428 | 1761 | 1900 | 1902 |

1. ↑  Een '-' betekent dat het nummer niet was genoteerd en een vetgedrukt getal geeft de hoogste notering aan.
2. ↑  Deze tabel is bijgewerkt tot en met de laatste editie (2024).